# Сулица (приток Сулы)
Сулица (укр. Сулиця) — правый приток реки Сулы, протекающий по Лохвицкому и Лубенскому районам Полтавской области Украины.

## География
Длина — 49 км. Площадь водосборного бассейна — 275 км². Русло реки в среднем течении (село Жданы) находится на высоте 92,7 м над уровнем моря. Используется для водоснабжения и орошения.
Река течёт с севера на юг. Река берет на болотном массиве севернее села Яблоновка (Лохвицкий район). Впадает в реку Сула южнее села Висачки (Лубенский район).
Долина трапециевидная, шириной до 1,5 км. Русло плавно извилистое и на протяжении почти всей длины выпрямлено, шириной местами 5-7 м. К руслу примыкает несколько систем каналов (крупнейшая в нижнем течении). Верховья летом пересыхают. На реке нет прудов. В пойме реки очагами расположены водно-болотными угодья с тростниковой и луговой растительностью.
В Сулицу впадает несколько небольших ручьев.

## Населённые пункты
Населённые пункты на реке от истока к устью:
- Лохвицкий район: Яблоновка, Исковцы, Скоробагатки;
- Лубенский район: Жданы, Окоп, Кузубовка, Висачки.